# Янг, Шейн
Шейн Янг (англ. Shane Young; род. 7 июля 1993, Нейпир) — новозеландский боец смешанного стиля, представитель полулёгкой весовой категории. Выступает на профессиональном уровне с 2012 года, известен прежде всего по участию в турнирах бойцовской организации UFC.

## Биография
Шейн Янг родился 7 июля 1993 года в городе Нейпир, Новая Зеландия. По происхождению является наполовину маори и наполовину европейцем.
Тренировался в Окленде в зале City Kickboxing вместе с такими известными бойцами как Исраэль Адесанья, Дэн Хукер, Кай Кара-Франс. Прежде чем начать зарабатывать в ММА, работал на стройке.

### Начало профессиональной карьеры
Дебютировал в смешанных единоборствах на профессиональном уровне в сентябре 2012 года, выиграв у своего соперника техническим нокаутом в первом же раунде. Дрался в небольших промоушенах преимущественно на территории Новой Зеландии, Австралии и Китая — большинство поединков выигрывал, но случались и поражения. Так, в феврале 2015 года на турнире Xtreme Fighting Championship в Брисбене Янг решением большинства судей уступил достаточно известному австралийскому бойцу Дэмьену Брауну.

### Ultimate Fighting Championship
Имея в послужном списке 11 побед и только 3 поражения, Янг привлёк к себе внимание крупнейшей бойцовской организации мира Ultimate Fighting Championship и в 2017 году подписал с ней долгосрочный контракт. Дебютировал в октагоне UFC в ноябре, заменив на коротком уведомлении снятого с турнира перуанца Умберто Банденая в бою с австралийцем Александром Волкановски. Бой прошёл в промежуточном весе 150 фунтов и продлился все отведённые три раунда — в итоге судьи единогласным решением отдали победу Волкановски.
В июне 2018 года Янг выиграл техническим нокаутом у филиппинца Роландо Ди и заработал при этом бонус за лучший бой вечера. Несмотря на успешное выступление, впоследствии страдал от депрессии и достаточно долго не выходил в октагон.
В феврале 2019 года вернулся в ММА и по очкам победил американца Остина Арнетта.

## Статистика в профессиональном ММА
| Боёв 19  | Побед 13 | Поражений 6 |
| -------- | -------- | ----------- |
| Нокаутом | 6        | 1           |
| Сдачей   | 3        | 0           |
| Решением | 4        | 5           |

| Результат | Рекорд | Соперник              | Способ                                      | Турнир                                  | Дата             | Раунд | Время | Место                      | Примечание  |
| --------- | ------ | --------------------- | ------------------------------------------- | --------------------------------------- | ---------------- | ----- | ----- | -------------------------- | ----------- |
| Поражение | 13-6   | Омар Моралес          | Единогласное решение                        | UFC 260                                 | 27 марта 2021    | 3     | 5:00  | Лас-Вегас, США             |             |
| Поражение | 13-5   | Людовит Клайн         | Нокаут (удар ногой в голову и удары руками) | UFC 253                                 | 27 сентября 2020 | 1     | 1:16  | Абу-Даби, ОАЭ              |             |
| Победа    | 13-4   | Остин Арнетт          | Единогласное решение                        | UFC 234                                 | 10 февраля 2019  | 3     | 5:00  | Мельбурн, Австралия        |             |
| Победа    | 12-4   | Роландо Ди            | TKO (удары руками)                          | UFC Fight Night: Cerrone vs. Edwards    | 23 июня 2018     | 2     | 4:40  | Сингапур                   | Бой вечера. |
| Поражение | 11-4   | Александр Волкановски | Единогласное решение                        | UFC Fight Night: Werdum vs. Tybura      | 18 ноября 2017   | 3     | 5:00  | Сидней, Австралия          |             |
| Победа    | 11-3   | Бо Ян                 | Сдача (удушение)                            | WLF: W.A.R.S. 13                        | 22 апреля 2017   | 1     | N/A   | Чжэнчжоу, Китай            |             |
| Победа    | 10-3   | Цзэсянь Цзян          | Техническая сдача (удушение сзади)          | Glory of Heroes: Rise of Heroes 7       | 18 февраля 2017  | 1     | 5:00  | Окленд, Новая Зеландия     |             |
| Победа    | 9-3    | Сиитиа Лети           | Решение судей                               | Brace 43                                | 1 октября 2016   | 1     | 0:36  | Кентербери, Новая Зеландия |             |
| Победа    | 8-3    | Чженхон Лу            | TKO (удары руками)                          | Elevation Power in Cage 4               | 28 мая 2014      | 1     | 3:29  | Чжэнчжоу, Китай            |             |
| Победа    | 7-3    | Родолфу Маркис        | Раздельное решение                          | Minotaur 3                              | 1 июня 2014      | 3     | 5:00  | Парквилл, Австралия        |             |
| Поражение | 6-3    | Гуан Ван              | Единогласное решение                        | Wu Lin Feng 2015: New Zealand vs. China | 19 сентября 2015 | 3     | 5:00  | Окленд, Новая Зеландия     |             |
| Победа    | 6-2    | Люцай Цуи             | Сдача (удушение сзади)                      | The Legend of Emei 3                    | 8 августа 2015   | 1     | 2:34  | Цзянсу, Китай              |             |
| Победа    | 5-2    | Джулиан Уоллас        | KO (удары руками)                           | Xtreme Fighting Championship 24         | 23 мая 2015      | 1     | 1:16  | Брисбен, Австралия         |             |
| Поражение | 4-2    | Дэмьен Браун          | Решение большинства                         | Xtreme Fighting Championship 23         | 28 февраля 2015  | 3     | 5:00  | Брисбен, Австралия         |             |
| Победа    | 4-1    | Адриан Родригес       | TKO (удары)                                 | Xtreme Fighting Championship 22         | 24 ноября 2014   | 3     | 3:32  | Брисбен, Австралия         |             |
| Поражение | 3-1    | Адриан Родригес       | Решение большинства                         | Xtreme Fighting Championship 20         | 15 февраля 2014  | 3     | 5:00  | Брисбен, Австралия         |             |
| Победа    | 3-0    | Хейден Уотт           | Решение большинства                         | Shuriken MMA: Rise                      | 23 ноября 2013   | 3     | 5:00  | Окленд, Новая Зеландия     |             |
| Победа    | 2-0    | Джирайя Фернандес     | TKO (удары руками)                          | Capital Punishment 21                   | 23 июня 2013     | 1     | 4:50  | Веллингтон, Новая Зеландия |             |
| Победа    | 1-0    | Рэй Карайтиана        | TKO (удары руками)                          | ICNZ 18                                 | 22 сентября 2012 | 1     | N/A   | Окленд, Новая Зеландия     |             |